# رشاد تايلور
رشاد تايلور (بالإنجليزية: Rashad Taylor)‏ هو سياسي أمريكي، ولد في 21 مارس 1981 في واشنطن العاصمة في الولايات المتحدة. حزبياً، نشط في الحزب الديمقراطي. وقد انتخب عضو مجلس نواب جورجيا.

## وصلات خارجية
- الموقع الرسمي